# Teotyk (męczennik egipski)
Teotyk, męczennik egipski – podkomendny św. Ariana, zarządcy Tebaidy, który nawrócił się na chrześcijaństwo, męczennik chrześcijański i święty katolicki.
Teotyk, Arian i trzech innych towarzyszy (nieznanych z imienia) byli w Aleksandrii świadkami śmierci przez ścięcie świętych: diakona Apoloniusza i Filemona. Za odmowę wyrzeczenia się wiary zostali wrzuceni do morza. Ich ciała po wypłynięciu na brzeg (podobno za sprawą delfinów) pochowano w Antinoe, a ich groby nawiedzali pod koniec IV wieku mnisi opisywani w Historia monachorum.
Wspomnienie liturgiczne w Kościele katolickim św. Teotyka i towarzyszy obchodzone jest 8 marca za Martyrologium Rzymskim. Św. Symeon Metafrastes poświęcił św. Teotykowi wspomnienie pod dniem 14 grudnia.